# Rygga
Rygga är en småort i Fjärås socken i Kungsbacka kommun, Hallands län. 